# Kanadische Badmintonmeisterschaft 2024
Die Kanadische Badmintonmeisterschaft 2024 fand vom 31. Januar bis zum 3. Februar 2024 in Vancouver statt.

## Medaillengewinner
| Disziplin    | Gold                               | Silber                  | Bronze                           |
| ------------ | ---------------------------------- | ----------------------- | -------------------------------- |
| Herreneinzel | Victor Lai                         | Joshua Nguyen           | Zachary Desjardins               |
| Dameneinzel  | Rachel Chan                        | Chloe Hoang             | Jackie Dent                      |
| Herrendoppel | Andy Ko Duncan Yao                 | Derrick Ng Toby Ng      | Colin Jia Ivan Li                |
| Damendoppel  | Jacqueline Cheung Rachel Honderich | Jackie Dent Crystal Lai | Camille Leblanc Alexandra Mocanu |
| Mixed        | Jonathan Lai Rachel Honderich      | Derrick Ng Talia Ng     | Toby Ng Jacqueline Cheung        |